# Kilómetro Treinta y Tres, Veracruz
Kilómetro Treinta y Tres är en ort i Mexiko.   Den ligger i kommunen Álamo Temapache och delstaten Veracruz, i den sydöstra delen av landet, 230 km nordost om huvudstaden Mexico City. Kilómetro Treinta y Tres ligger 17 meter över havet och antalet invånare är 685.
Terrängen runt Kilómetro Treinta y Tres är huvudsakligen platt, men åt sydost är den kuperad. Runt Kilómetro Treinta y Tres är det ganska tätbefolkat, med 65 invånare per kvadratkilometer. Närmaste större samhälle är Temapache, 18,8 km norr om Kilómetro Treinta y Tres. Trakten runt Kilómetro Treinta y Tres består till största delen av jordbruksmark.